# Ferenc Hornyák
Ferenc Hornyák (ur. 25 lipca 1957 w Tiszafüred) – węgierski sztangista.

## Biografia
Startował w wadze muszej (do 52 kg). Olimpijczyk z Moskwy (1980), wicemistrz świata z Salonik (1979).

## Starty olimpijskie
- Moskwa 1980 – 6. miejsce (waga musza)

## Mistrzostwa świata
- Saloniki 1979 –  srebrny medal (waga musza)
- Moskwa 1980 – 6. miejsce (waga musza) – mistrzostwa rozegrano w ramach zawodów olimpijskich